# Uri Orlew
Uri Orlew, właśc. Jerzy Henryk Orłowski (hebr. אורי אורלב; ur. 24 lutego 1931 w Warszawie, zm. 25 lipca 2022 w Jerozolimie) – izraelski prozaik, autor książek dla dzieci i tłumacz polsko-żydowskiego pochodzenia.

## Życiorys
Urodził się w Warszawie jako Jerzy Henryk Orłowski. Podczas II wojny światowej wraz z rodziną został przesiedlony do getta warszawskiego, gdzie przebywał w latach 1940–1943. Po stracie matki, która została zastrzelona przez gestapowców w styczniu 1943, trafił wraz z bratem do hotelu Polskiego, skąd zostali wywiezieni do obozu w Bergen-Belsen i spędzili tam prawie dwa lata. 
Po zakończeniu wojny, w 1946 roku, bracia wyemigrowali do Palestyny i osiedlili się w jednym z kibuców w Dolnej Galilei. 
W 1954 roku po raz pierwszy od wielu lat spotkał się ze swoim ojcem, który przeżył wojnę w Związku Radzieckim. W 1962 przeprowadził się do Jerozolimy, gdzie mieszkał wraz z żoną i trójką dzieci.
Zmarł 25 lipca 2022 w Jerozolimie.

## Twórczość
Zadebiutował w 1956 roku powieścią Hayalei Oferet. W 1976 roku zaczął pisać książki dla dzieci i młodzieży, scenariusze audycji radiowych i telewizyjnych oraz tłumaczyć literaturę polską na język hebrajski. Łącznie był autorem ponad trzydziestu książek, które przetłumaczono na 38 języków.
| Książki dla dzieci: - 1997: Ha-Mishpahah Ha-Nodedet - 1996: Rehokei Mishpahah - 1995: Ktzitzah Me-Ha-Tzohorayim - 1988: Hafifat Rosh - 1985: Al Tzad Smol - 1985: Masah Le-Gil Arba - 1983: Ah Boger - 1981: Tor Ha-Knafayim - 1980: Rosh Ha-Ir Ten Lashir - 1980: Babcia Robi na Drutach - 1980: Motzetz Ha-Mazal - 1979: Ma'ase Be-Manoah She-Hif'il Et Ha-Moah - 1979: Ha-Anan Ha-Shahor - 1979: Hultzat Ha-Aryeh - 1979: Siamina - 1979: Meshaga'at Pilim - 1978: Mahshavot Tzohorayim - 1977: Ketanah-Gedolah - 1976: Hayat Ha-Hoshech | Książki dla młodzieży: - 1997: Shirat Ha-Leviatanim - 1996: Mishak Ha-Hol - 1991: Lydia Malkat Eretz Israel - 1990: Ha-Gveret Im Ha-Migba'at - 1988: Ha-Ish Min Ha-Tzad Ha-Aher - 1986: Keter Ha-Drakon - 1981: Wyspa na ulicy Ptasiej - 1979: Kashe Lihiyot Aryeh Powieści: - 1958: Ad Mahar - 1956: Hayalei Oferet |

W 1990 w Polsce ukazała się jego książka Wyspa na ulicy Ptasiej w tłumaczeniu Ludwika Jerzego Kerna, w 2009 r. wydawnictwo Wytwórnia opublikowało książkę dla dzieci Babcia robi na drutach z ilustracjami Marty Ignerskiej, a w 2013 Wydawnictwo W.A.B. wydało powieść Biegnij chłopcze biegnij w przekładzie Magdaleny Sommer (wydanie hebrajskie 2001 רוץ ילד רוץ Ruc jeled ruc), według której powstał film fabularny.
Jest m.in. laureatem Nagrody im. Janusza Korczaka (1990) oraz Nagrody im. Hansa Christiana Andersena (1996).